# 五氟化磷
五氟化磷（化学式：PF5），是磷鹵化合物，磷原子的氧化數為+5，包含有一个三中心四电子键。
五氟化磷在常溫常壓下為無色惡臭氣體，其對皮膚、眼睛、粘膜有強烈刺激性。是活性極大的化合物，在潮濕空氣中會劇烈產生有毒和腐蝕性的氟化氫白色煙霧。五氟化磷被用作聚合反應的催化劑。

## 結構
五氟化磷分子为三角双锥构型，单晶X射线衍射研究顯示PF5分子有兩種不同的P−F鍵（垂直與水平）：P−Fax = 158.0 pm 與 P−Feq = 152.2 pm。氣相電子衍射分析也得到相似的值：P−Fax = 158 pm 與P−Feq = 153 pm。
有趣的是，即使在−100°C 的低温下，19F核磁共振譜也无法分辨轴向的氟原子与水平面的氟原子，只有一个简单的氟共振峰；这表明在毫秒单位级时，五氟化磷的五个氟原子是等同的，轴向与水平方向的氟原子发生着极快的交换作用。電子衍射和单晶X射线衍射沒有發現這種影響，是因为他們的時間單位比核磁共振譜學更短，从而得以分辨出两种不同的氟原子。
这个现象首先由 Gutowsky 注意到，目前一般通过Berry假旋转作用来解释，即认为两个三角双锥结构通过变为一个四方锥构型的中间体，在不停地发生着转换。